# آن در ویندی پاپلز
آن شرلی در ویندی پاپلز (به انگلیسی: Anne of Windy Poplars) نام چهارمین جلد از مجموعه داستان‌های آن شرلی اثر لوسی ماد مونتگمری است.

## خلاصه داستان
این بار آن شرلی به خانه‌ای می‌رود و به مدت سه سال در آنجا ساکن می‌شود. این کتاب به سه بخش سال اول، سال دوم و سال سوم تقسیم شده و آنی در این مدت به گیلبرت که در حال گذراندن دوره پزشکی در ردموند است نامه می‌نویسد. این نامه‌ها تشکیل دهندهٔ کتاب هستند. در این کتاب ان شرلی زوج‌هایی را به هم می‌رساند، دختری را به پدرش می‌رساند و در کتاب زبان اصلی اش نامه‌های عاشقانه‌ای هم به گیلبرت می‌فرستد و با کلمات امید بخش به گیلبرت امید می دهد ... در کتاب زبان اصلی از بدون سانسور هایی به رابطه جنسی و ...

## مجموعه کتابهای آن شرلی
1. آن در گرین گیبلز (Anne of Green Gables - ۱۹۰۸)
2. آن در اونلی (Anne of Avonlea - ۱۹۰۹)
3. آن در جزیره (Anne of the Island - ۱۹۱۵)
4. آن در خانه رؤیاها (Anne's House of Dreams - ۱۹۱۷)
5. آن در ویندی پاپلز (Anne of Windy Poplars - ۱۹۳۶)
6. آن در اینگل ساید (Anne of Ingleside - ۱۹۳۹)

کتابهای زیر راجع به بچه های آن و یا دیگر دوستان خانودگی‌شان است. آن در این کتابها حضور دارد اما نقش کمتری بر عهده دارد:
1. درهٔ رنگین کمان (Rainbow Valley - ۱۹۱۹)
2. ریلا در اینگل ساید (Rilla of Ingleside - ۱۹۲۱)
3. از بلیتسها نقل شده است (The Blythes Are Quoted - ۲۰۰۹)[۱]